# Steeven Willems
Steeven Willems (Seclin, 31 agosto 1990) è un ex calciatore francese, di ruolo difensore.

## Carriera

### Club
Il 1º luglio 2013 viene acquistato dalla squadra belga dello Charleroi.